# Harmony Township (Missouri)
Harmony Township est un township inactif, situé dans le comté de Washington, dans le Missouri, aux États-Unis,.
Le township est fondé en 1852.